# Plougastel-Daoulas
Plougastel-Daoulas é uma comuna francesa na região administrativa da Bretanha, no departamento Finisterra. Estende-se por uma área de 46,8 km². Em 2010 a comuna tinha 13 697 habitantes (densidade: 292,7 hab./km²).